# Дискриминантный анализ
Дискримина́нтный ана́лиз — раздел вычислительной математики, представляющий набор методов статистического анализа для решения задач распознавания образов, который используется для принятия решения о том, какие переменные разделяют (то есть «дискриминируют») возникающие наборы данных (так называемые «группы»). В отличие от кластерного анализа в дискриминантном анализе группы известны априори.

## Методы дискриминантного анализа
- Линейный дискриминант Фишера
- Канонический или линейный дискриминантный анализ (англ. Linear Discriminant Analysis, LDA[1]).
- Логистическая регрессия

## Примеры
Например, некий исследователь в области образования может захотеть исследовать, какие переменные относят выпускника средней школы к одной из трех категорий: поступающий в колледж, поступающий в профессиональную школу, отказывающийся от дальнейшего образования.
Медик может регистрировать различные переменные, относящиеся к состоянию больного, чтобы выяснить, какие переменные лучше показывают, что пациент, вероятно, выздоровел полностью, частично или совсем не выздоровел.